# Fluido magnetoreologico

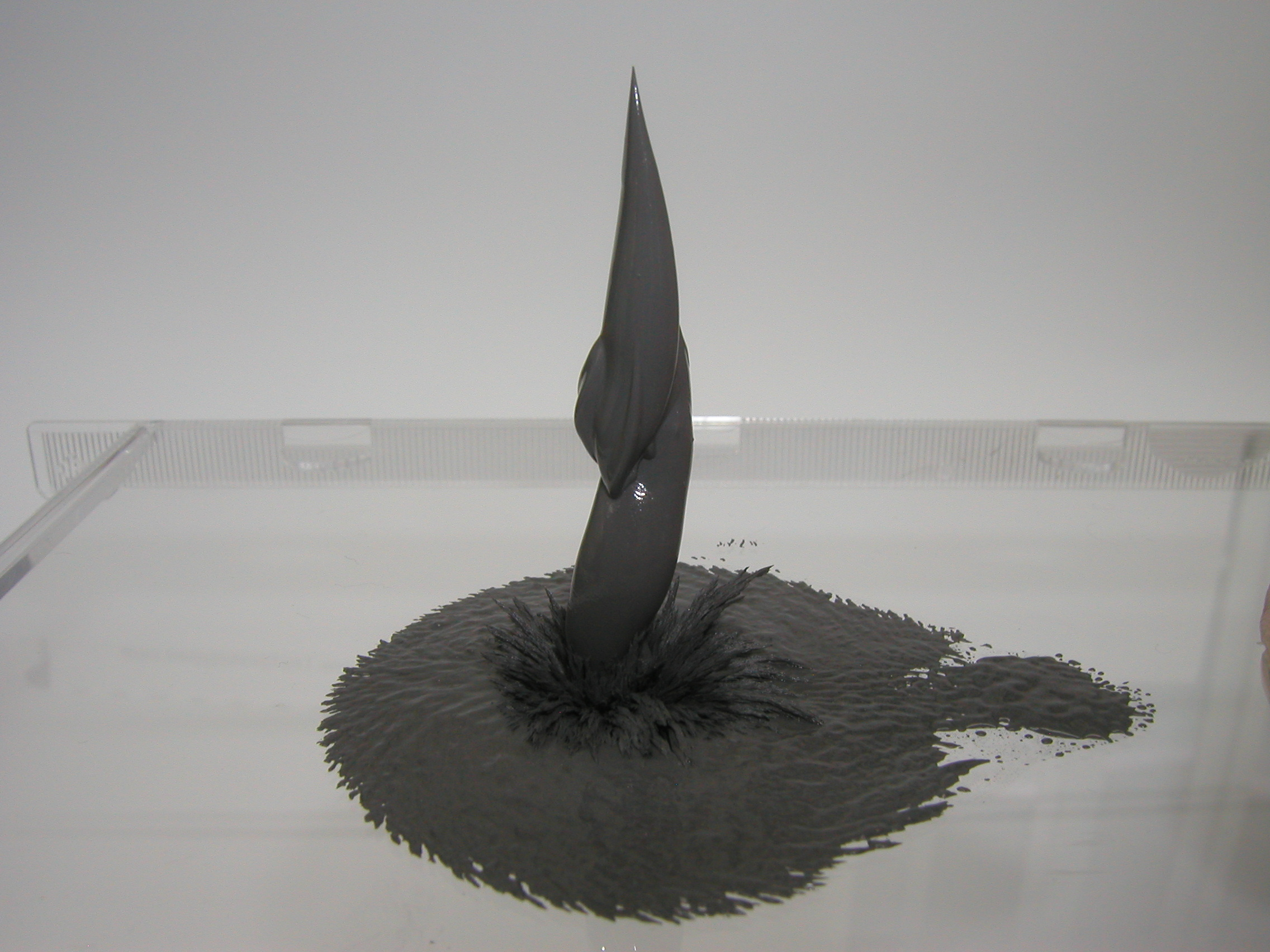
Esempio di fluido magnetoreologico solidificato da un magnete permanente

Un fluido magnetoreologico è un tipo di fluido intelligente presente in un fluido portante, solitamente un tipo di olio. Quando sottoposto ad un campo magnetico, il fluido aumenta notevolmente la sua viscosità, al punto da diventare un solido viscoelastico.

## Caratteristiche

Schema di un fluido magnetoreologico che va in solidificazione in risposta ad un campo magnetico esterno

La tensione di snervamento del fluido quando si trova nel suo stato attivo ("a") può essere controllata molto accuratamente variando l'intensità del campo magnetico. Il risultato è che può essere controllata la capacità del fluido di trasmettere forza con un elettromagnete, che dà luogo a numerose applicazioni di controllo.
Il fluido magnetoreologico è composto da una sospensione del 10/40 % in volume da particelle di ferro con dimensioni di 3 – 10 micron, il che lo rende diverso da un ferro fluido, perché avente particelle più piccole.

## Applicazione
L'applicazione principale di questo materiale la si ha in campo motoristico, principalmente nel comparto sospensivo, dove viene variata la viscosità del fluido contenuto negli ammortizzatori per avere all'occorrenza più smorzamento o più rigidità alle sollecitazioni del veicolo, in passato ed in alternativa viene usato un fluido elettroreologico (che varia la sua viscosità al variare della corrente elettrica e sono basati su particelle di poliuretano), che prima del 2010 avevano il monopolio del mercato.
Altra importante applicazione la si trova in ambito protesico, nello sviluppo di ginocchia bioniche computerizzate in grado di modificare la resistenza offerta alla flessione dell'articolazione. Un celebre esempio è Rheo Knee dell'azienda islandese Össur.